# China National Tennis Center

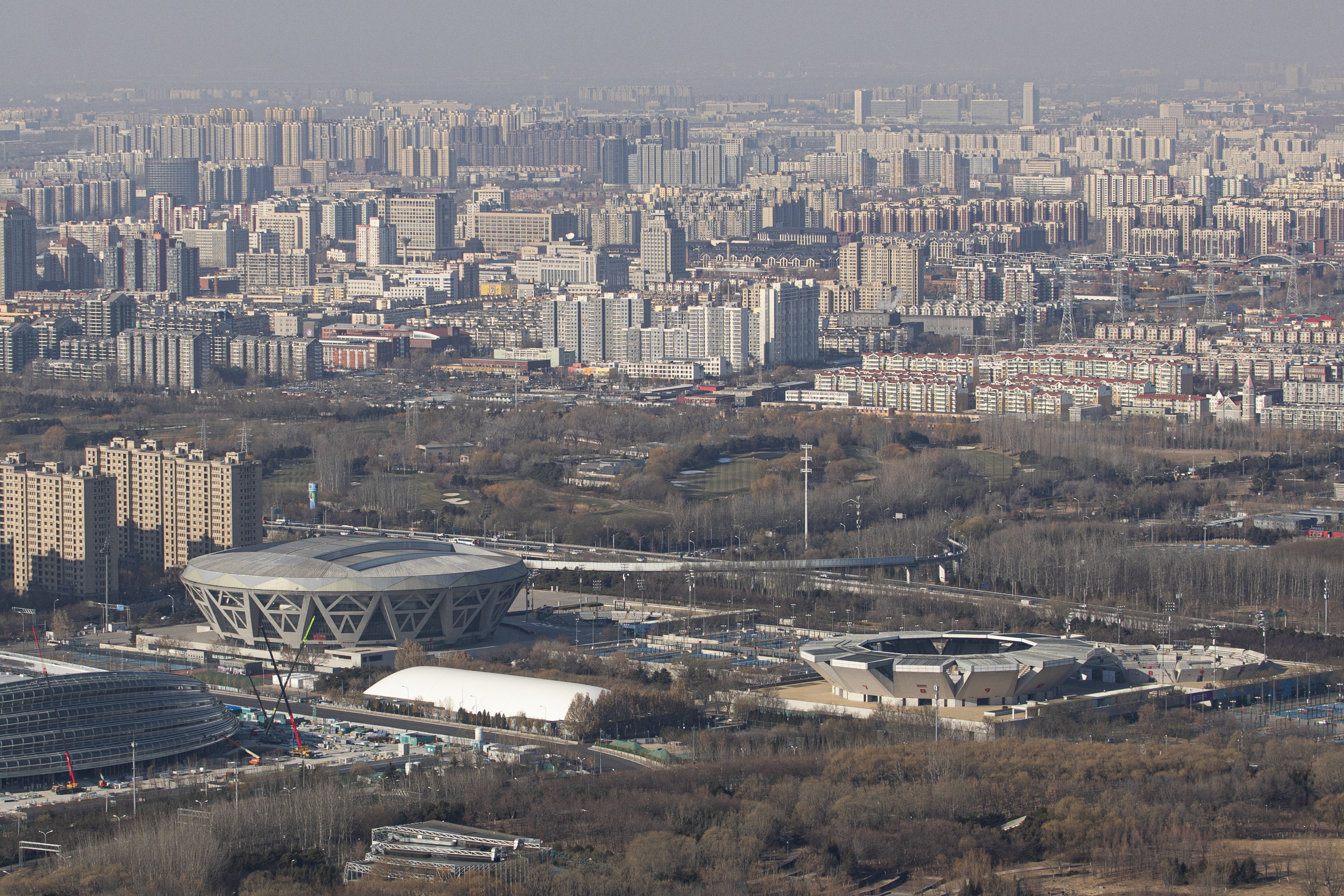
Widok na kompleks

China National Tennis Center (chiń. 国家网球中心) – kompleks tenisowy w Pekinie, stolicy Chin. Obiekt dysponuje kortami o nawierzchni twardej, a główny kort kompleksu posiada rozsuwane zadaszenie i może pomieścić 15 000 widzów. Obiekt był jedną z aren Letnich Igrzysk Olimpijskich 2008.
Budowa kompleksu rozpoczęła się 23 marca 2006 roku. Obiekt powstawał głównie z myślą o organizacji Letnich Igrzysk Olimpijskich 2008. Uroczyste oddanie kompleksu do użytku miało miejsce 1 października 2007 roku, w dzień święta narodowego. Nowy obiekt posiadał 10 kortów przeznaczonych do rozgrywania zawodów (o twardej nawierzchni), w tym kort centralny z trybunami na 10 000 widzów, kort nr 1 o pojemności 4000 widzów i kort nr 2 o pojemności 2000 widzów. Kompleks powstał w sąsiedztwie areny łuczniczej i obiektu do hokeja na trawie, wybudowanych również z myślą o igrzyskach olimpijskich (areny te powstały jako tymczasowe i w 2017 roku zostały rozebrane; w miejscu obiektu hokejowego powstał następnie kryty tor łyżwiarski).
W sierpniu 2008 roku obiekt był areną zawodów w tenisie ziemnym rozegranych w ramach Letnich Igrzysk Olimpijskich 2008. We wrześniu 2008 roku w kompleksie rozegrano również zawody w tenisie na wózkach podczas Letnich Igrzysk Paraolimpijskich 2008. Od 2009 roku obiekt gości coroczny turniej tenisowy China Open (wcześniej zawody te odbywały się w Beijing Tennis Center).
W latach 2009–2011 na terenie kompleksu powstał nowy obiekt, określany jako „Diamond Court”. Jako największy obiekt kompleksu, przejął on rolę kortu centralnego. „Diamond Court” posiada trybuny mogące pomieścić 15 000 widzów i wyposażony jest m.in. w rozsuwany dach. Dawny kort centralny, tzw. „Lotus Court”, posiada trybuny o pojemności 10 000 widzów, które w dużej mierze przykryte są dachem. W górnych częściach trybun znajdują się luki, które nadają arenie kształt mający przypominać kwiat lotosu, ale także pozwalają obniżyć temperaturę wewnątrz obiektu. Trzeci co do wielkości kort kompleksu, tzw. „Moon Court”, może pomieścić 4000 widzów, a czwarty, tzw. „Brad Drewett Court”, mieści 2000 widzów. Ogółem kompleks posiada 12 kortów przeznaczonych do rozgrywania zawodów, a także 35 kortów treningowych. Zdecydowana większość kortów posiada nawierzchnię twardą, jedynie po dwa korty treningowe wyposażone są odpowiednio w nawierzchnię ze sztucznej murawy oraz z mączki ceglanej.